# Dentobunus aurolucens
Dentobunus aurolucens is een hooiwagen uit de familie Sclerosomatidae.